# Шо (буква)
Шо (главна Ϸ, малка ϸ) е буква, прибавена към гръцката азбука за записване на бактрийския език. Звуковата ѝ стойност навярно наподобява [ʃ] (ш). Названието „шо“ е съвременно и условно, тъй като първоначалното бактрийско име, както и поредният номер в азбуката, не са известни.
Знакът наподобява по облик староанглийската и съвременната исландска буква Þ þ (thorn) [θ, tʰ], въпреки коренно различната звукова стойност и липсата на доказана връзка между появата на двата знака.
| Буква | Кодировка | Название        |
| ----- | --------- | --------------- |
| Ϸ     | U+03F7    | Главна буква шо |
| ϸ     | U+03F8    | Малка буква шо  |

- Буквата „шо“ в бактрийския език.
- Монета с изображението на кушанския цар Канишка I (Κανηϸκι), в чието име присъства буквата „шо“.